# Byttneria lancifolia
Byttneria lancifolia är en malvaväxtart som beskrevs av St.-hil. och Naud.. Byttneria lancifolia ingår i släktet Byttneria och familjen malvaväxter. Inga underarter finns listade i Catalogue of Life.